# 龙庄伟
龙庄伟（1956年1月—），男，苗族，湖北恩施人，中华人民共和国政治人物，中国民主同盟盟员。湖北省恩施师范专科学校毕业，河北师范学院中文系汉语史专业硕士研究生学历。

## 生平
历任河北师范学院中文系助教、讲师、副主任、主任、院长助理，河北师范大学西校区中文系主任，石家庄市副市长，文化部市场司副司长，民盟省委副主委、石家庄市委主委等职。2002年5月任民盟河北省委主委。2003年1月至2013年1月，任河北省人民政府副省长。2012年12月，任中国民主同盟中央委员会专职副主席。
2003年被选为全国人大代表。2013年3月当选第十二届全国人大常委会委员。2018年2月24日，当选为第十三届全国人大代表。